# Plaza Enrique Santos Discépolo
La Plaza Enrique Santos Discépolo se sitúa en el barrio de Parque Chacabuco al límite del barrio de Boedo de la Ciudad Autónoma de Buenos Aires, Argentina.
Oficialmente la plaza se denomina Plaza Enrique Santos Discépolo en honor al músico y compositor argentino Enrique Santos Discépolo, pero es popularmente conocida como Plaza Butteler ya que poseía ese nombre hasta el año 1972.
En el pasado la plaza se llamaba Plaza escondida.